# جوش هارلسون
جوش هارلسون (بالإنجليزية: Josh Harrellson)‏ مواليد 12 فبراير 1989 في ميزوري، هو لاعب كرة سلة محترف أمريكي بدأ مسيرته الاحترافية في سنة 2011 حيث تم اختياره من قبل فريق نيو أورلينز بيليكانز خلال الدرافت،. يبلغ طوله 6 قدم 10 بوصة (2.1 م).

## فرق لعب لها
- نيويورك نيكس
- ميامي هيت
- بيكونغ فلاي دراغونز
- ديترويت بيستونز

## إحصائيات المسيرة

### الموسم الاعتيادي
| السنة   | الفريق          | لعب | بدأ | دقيقة | ميداني% | ثلاثية | حرة  | ارتداد | صنع | استلاب | تصدي | نقطة |
| ------- | --------------- | --- | --- | ----- | ------- | ------ | ---- | ------ | --- | ------ | ---- | ---- |
| 2011–12 | نيويورك نيكس    | 37  | 4   | 14.6  | .423    | .339   | .615 | 3.9    | .3  | .6     | .5   | 4.4  |
| 2012–13 | ميامي هيت       | 6   | 0   | 5.2   | .444    | .200   | .500 | 1.2    | .0  | .2     | .2   | 1.7  |
| 2013–14 | ديترويت بيستونز | 32  | 0   | 9.9   | .463    | .387   | .714 | 2.4    | .5  | .2     | .5   | 2.9  |
| المسيرة |                 | 75  | 4   | 11.8  | .438    | .347   | .629 | 3.0    | .3  | .5     | .4   | 3.5  |

### التصفيات
| السنة   | الفريق       | لعب | بدأ | دقيقة | ميداني% | ثلاثية | حرة   | ارتداد | صنع | استلاب | تصدي | نقطة |
| ------- | ------------ | --- | --- | ----- | ------- | ------ | ----- | ------ | --- | ------ | ---- | ---- |
| 2012    | نيويورك نيكس | 4   | 0   | 6.3   | .444    | .000   | 1.000 | 2.0    | .0  | .0     | .0   | 2.5  |
| المسيرة |              | 4   | 0   | 6.3   | .444    | .000   | 1.000 | 2.0    | .0  | .0     | .0   | 2.5  |

## روابط خارجية
- جوش هارلسون على موقع إن بي أي (الإنجليزية)
- جوش هارلسون على موقع دوري كرة السلة الياباني للمحترفين (اليابانية)
- جوش هارلسون على موقع سبورتس رفرنس (الإنجليزية)
- جوش هارلسون على موقع كرة السلة الأوروبية.كوم (الإنجليزية)
- جوش هارلسون على موقع كلية كرة السلة في سبورتس رفرنس.كوم (الإنجليزية)
- جوش هارلسون على موقع ريلجم (الإنجليزية)
- جوش هارلسون على موقع بروبوليرز (الإنجليزية)
- جوش هارلسون على موقع سبورتس رفرنس (الإنجليزية)